# Gerald Ford
Gerald Rudolph Ford Jr., urodzony jako Leslie Lynch King Jr. (ur. 14 lipca 1913 w Omaha, zm. 26 grudnia 2006 w Rancho Mirage) – amerykański polityk, działacz Partii Republikańskiej,  38. prezydent Stanów Zjednoczonych w latach 1974–1977
Wieloletni członek Kongresu Stanów Zjednoczonych, 40. wiceprezydent Stanów Zjednoczonych (1973–1974). Ford był pierwszym amerykańskim wiceprezydentem nominowanym w wyniku zastosowania 25. poprawki do Konstytucji i jedynym jak dotąd sprawującym urzędy zarówno wiceprezydenta, jak i prezydenta nie z wyboru, ale z nominacji. Przed objęciem prezydentury i wiceprezydentury przez 25 lat reprezentował stan Michigan w Izbie Reprezentantów.

## Dzieciństwo i młodość
Gerald Ford urodził się jako Leslie Lynch King Jr. 14 lipca 1913 roku w Omaha. Jego matką była Dorothy Gardner, która po rozwodzie z biologicznym ojcem przyszłego prezydenta, w 1915 roku wyszła za mąż za Geralda Forda Sr. Ojczym nadał przyszłemu prezydentowi swoje imię i nazwisko – Gerald Rudolph Ford Jr.. Szkołę średnią ukończył w 1931 roku w Grand Rapids, a następnie wstąpił na University of Michigan w Ann Arbor. W latach 1935–1941 studiował prawo na Uniwersytecie Yale. W czasach studenckich był wyróżniającym się graczem futbolu amerykańskiego i miał propozycję przejścia na zawodowstwo.
Po uzyskaniu dyplomu rozpoczął praktykę adwokacką w Grand Rapids. W kwietniu 1942 został powołany do służby w Marynarce Wojennej i udał się na szkolenie do Annapolis. Wysłano go na front na południowym Pacyfiku, gdzie 18 grudnia 1944 roku otarł się o śmierć, gdy tajfun zaatakował flotę. W trakcie służby uzyskał stopień porucznika. Po zakończeniu II wojny światowej zainteresował się polityką.

## Kariera polityczna
W 1948 roku skutecznie kandydował do Izby Reprezentantów, z ramienia Partii Republikańskiej. Jego okręg wyborczy tradycyjnie sprzyjał republikanom, dlatego z łatwością wygrywał kolejne wybory i zasiadał w izbie niższej do 1973 roku. Jego marzeniem było zostanie spikerem Izby, co nigdy się nie spełniło. Pełnił różne funkcje – m.in. był członkiem Komisji Wydatków i Republikańskiej Komisji Konferencyjnej. Jego obowiązkowość sprawiła, że frekwencja obecności na posiedzeniach przekraczała 90%.
W 1963 roku prezydent Lyndon B. Johnson mianował Forda członkiem komisji Warrena, która miała ustalić sprawców zamachu na Kennedy’ego. Dwa lata później Ford, wspólnie z Johnem Stilesem, wydał książkę o Lee Oswaldzie zatytułowaną „Portret zamachowca” (Portrait of the Assassin). Także w 1965 roku Ford został mianowany liderem mniejszości w Izbie Reprezentantów.
Gdy w 1973 roku wiceprezydent Spiro T. Agnew został oskarżony o łapownictwo i ustąpił z urzędu, Richard Nixon musiał powołać jego następcę. Rozważał wówczas kandydatury Nelsona Rockefellera, Ronalda Reagana i Johna Conally’ego. Jednak jego doradcy i bossowie partyjni stwierdzili, że jedynie Ford ma szanse na uzyskanie aprobaty Kongresu. W wyniku tego Nixon powołał go na urząd drugiej osoby w państwie 12 października 1973 roku. Ford został zaprzysiężony 6 grudnia. Kiedy w wyniku afery Watergate Richard Nixon sam musiał ustąpić z urzędu, 9 sierpnia 1974 roku, Ford został jego następcą.

## Prezydentura
W nowym gabinecie, prezydent utrzymał Henry’ego Kissingera na stanowisku sekretarza stanu oraz Alexandra Haiga jako szefa personelu Białego Domu. Na stanowisko wiceprezydenta powołał Nelsona Rockefellera, czemu niechętni byli zarówno konserwatyści, jak i liberałowie. Ponieważ jego osoba nie budziła zaufania w Kongresie, dopiero 19 grudnia 1974 udało się uzyskać poparcie i go zaprzysiężyć.
Jedną z pierwszych inicjatyw Forda było ogłoszenie nadzwyczajnego aktu łaski wobec Richarda Nixona 8 września 1974 roku. Spowodowało to masowe protesty w społeczeństwie amerykańskim. Wskaźnik poparcia dla prezydenta, publikowany przez Instytut Gallupa, spadł o 21%. Panowało bowiem przekonanie, że Nixon porozumiał się z Fordem, że ustąpi z urzędu w zamian za amnestię. W październiku prezydent stawił się w Izbie Reprezentantów, na wezwanie Podkomisji Sprawiedliwości Kryminalnej, gdzie zapewnił, że żadnej umowy z Nixonem nie zawierał. Ponadto zalecił wypłacenie swojemu poprzednikowi 850 tysięcy dolarów kosztu przejścia na emeryturę, jednak wobec protestów, Kongres obniżył tę kwotę do 200 tysięcy.

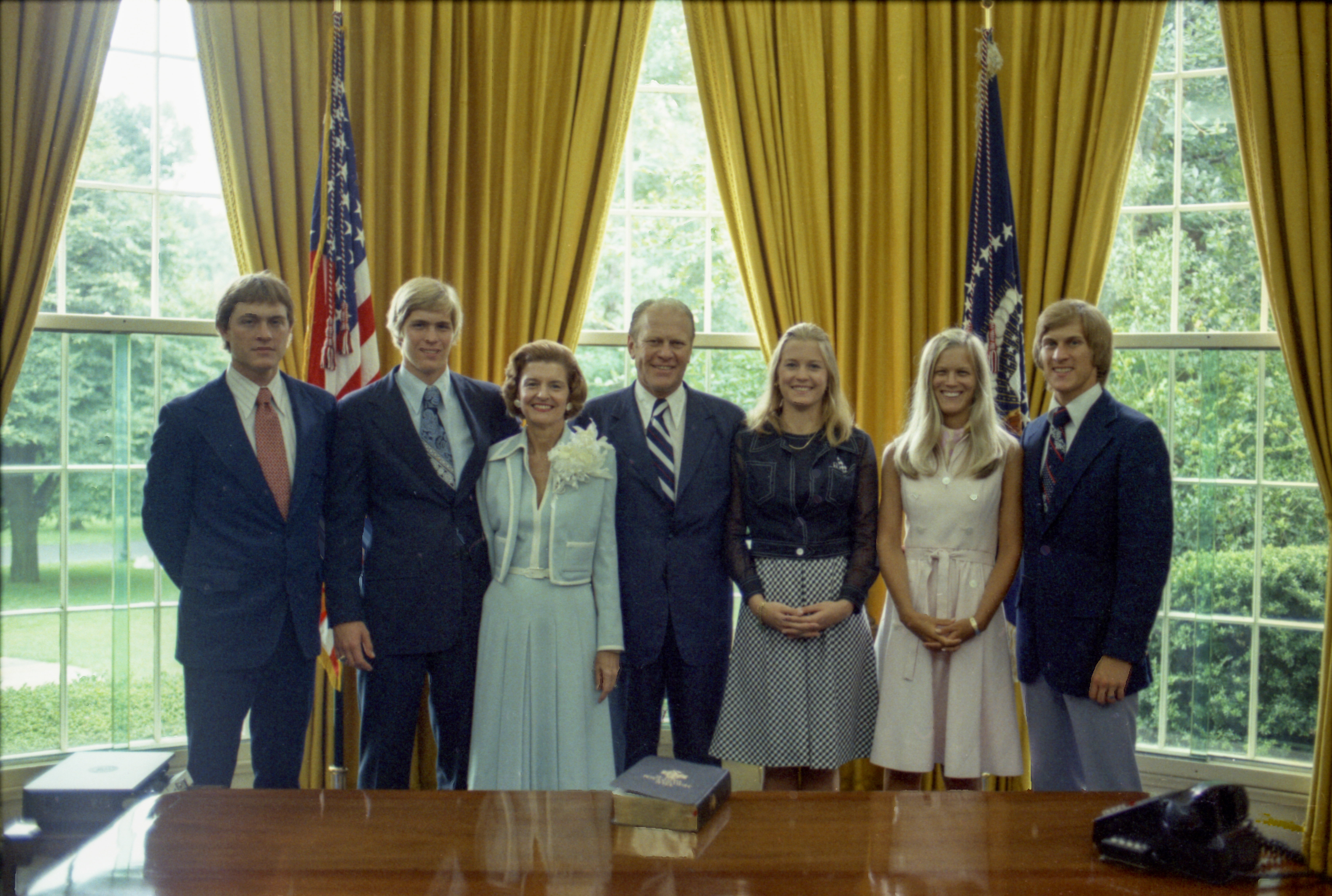
Ford z rodziną w Gabinecie Owalnym (1974)

Gdy prezydent objął swój urząd, sytuacja gospodarcza w Stanach Zjednoczonych była zła – kilkunastoprocentowa inflacja, rosnące bezrobocie i upadający przemysł. Ponadto wartość akcji na giełdach spadała. Ponieważ Ford uważał wysoki wskaźnik inflacji za największy problem, wprowadził górną granicę wydatków federalnych (300 miliardów) i podwyższył podatki od korporacji (o 5 miliardów). Program ten, ogłoszony 8 października 1974 był zwany „Walcz z inflacją teraz” (Whip Inflation Now). Zdominowany przez demokratów Kongres, odrzucił jednak propozycję podwyżki podatków.
Drugim problemem wewnętrznym był kryzys energetyczny. USA importowało ropę naftową z zagranicy, gdyż było to tańsze i oszczędzało narodowe zasoby. Jednakże państwa OPEC podniosły ceny, przez co sprowadzanie jej stało się mniej opłacalne. Z tego powodu, w lutym 1975 roku Ford zadeklarował opodatkowanie każdej importowanej baryłki, kwotą 3 dolarów. Dodatkowo prezydent powołał Energy Independence Authority, z budżetem 100 miliardów dolarów, mającą dopilnować samowystarczalności energetycznej. Większość działań prezydenta była deprecjonowana przez Kongres.
Dodatkowym elementem recesji gospodarczej była wizja bankructwa Nowego Jorku. Deficyt budżetowy miasta wynosił 120 milionów dolarów, a na spłacenie zobowiązań i funkcjonowanie potrzebował 750 milionów. Banki odmówiły udzielenia pożyczki, więc burmistrz Abraham Beame zwrócił się do prezydenta. Ponieważ Nowym Jorkiem zarządzali demokraci, Ford także nie zgodził się na pomoc federalną. Władze miasta podwyższyły podatki i wypuściły dużą ilość obligacji komunalnych. Dzięki wpływom nowojorczyka Nelsona Rockefellera i sekretarza skarbu Williama Simona, pod koniec listopada 1975 roku, Ford zgodził się na udzielenie miastu pożyczki w wysokości 2,3 miliarda dolarów.
Działania Forda przyniosły pewien efekt, gdyż w 1976 roku inflacja spadła, choć bezrobocie nadal utrzymywało się na wysokim poziomie. Przed wyborami prezydenckimi zaproponował zmniejszenie wydatków społecznych, kosztem zbrojeniowych, ograniczenie zasiłków dla bezrobotnych i odrzucenie systemu powszechnych ubezpieczeń zdrowotnych.

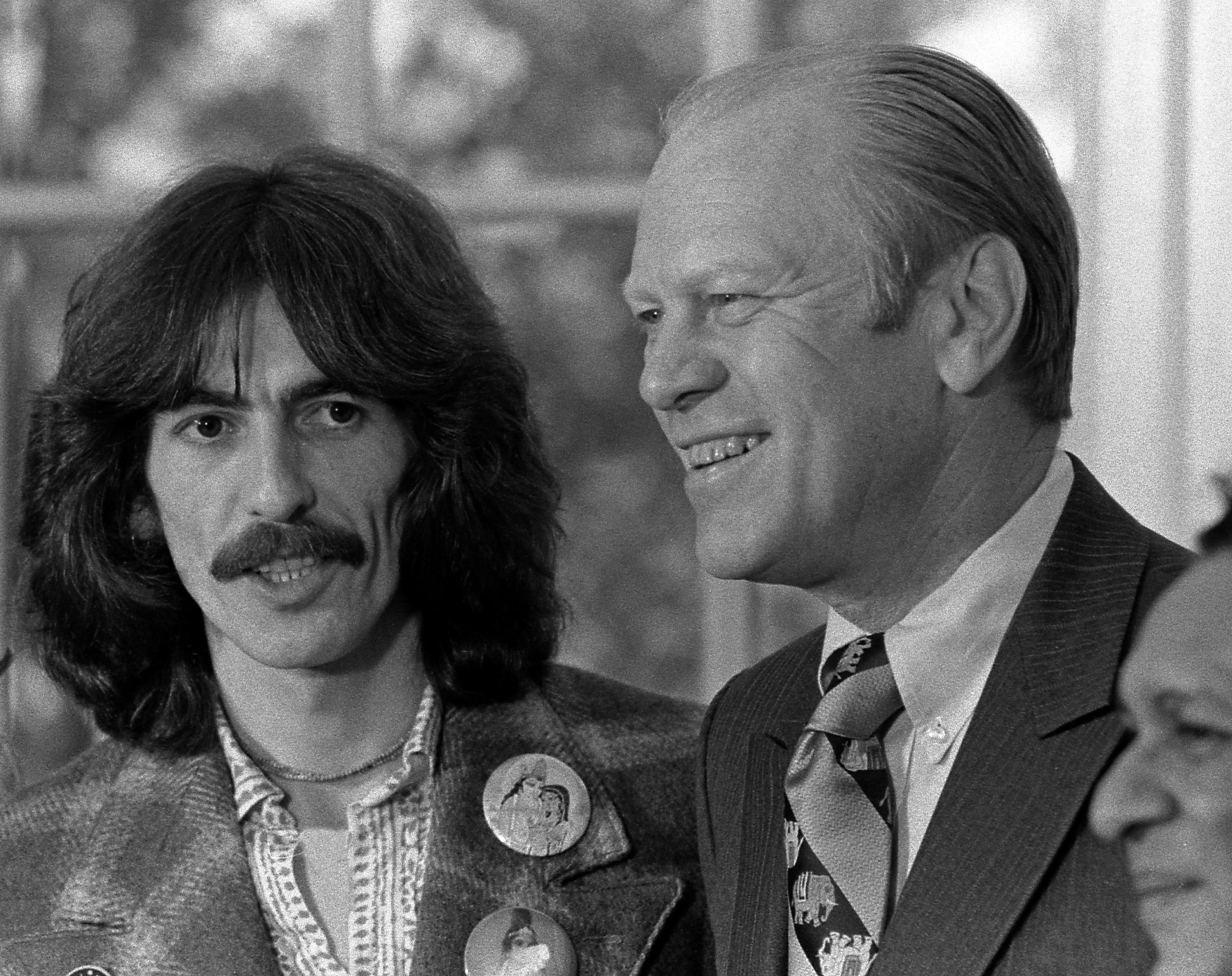
Ford z George’em Harrisonem i Ravim Shankarem (1974)

W 1975 roku dokonał kilku zmian w gabinecie: nowym sekretarzem obrony został Donald Rumsfeld, w miejsce Jamesa Schlesingera, natomiast nowym doradcą ds. bezpieczeństwa narodowego mianowano generała Brenta Scowcrofta. Dodatkowo szefem CIA został dotychczasowy szef misji łącznikowej w Chinach – George H.W. Bush.
W dziedzinie polityki zagranicznej prezydent planował kontynuowanie polityki odprężenia w relacjach ze Związkiem Radzieckim. W 1974 roku minister spraw zagranicznych ZSRR Andriej Gromyko wizytował w Waszyngtonie, a sekretarz stanu USA, Henry Kissinger – w Moskwie. W dniach 23–24 listopada tego roku we Władywostoku, doszło do spotkania Forda z I sekretarzem KPZR Leonidem Breżniewem. Spotkanie dotyczyło redukcji zbrojeń i podpisania ewentualnej kontynuacji układu SALT I. W celu ograniczenia wyścigu zbrojeniowego, ustalono pułap maksymalnej liczby nosicieli głowic atomowych na 3000 i rakiet wielogłowicowych na 1320.
Udział Stanów Zjednoczonych w wojnie wietnamskiej dobiegł końca, jednak w kwietniu Ford zawnioskował o wyasygnowanie 720 milionów dolarów na pomoc militarną i 250 milionów – na pomoc gospodarczo-humanitarną. Wietnam Południowy upadł 30 kwietnia, jeszcze zanim Kongres zdołał rozpatrzyć wniosek Forda. Równolegle w Kambodży doszli do władzy Czerwoni Khmerzy. 12 maja nowe władze zatrzymały okręt amerykański „Mayaguez”, który naruszył wody terytorialne Kambodży, w wyniku czego Ford zadeklarował wysłanie wojsk w celu odbicia załogi. Personel statku został zwolniony, jednak mimo to samoloty amerykańskie zbombardowały terytorium Kambodży, a marines wkroczyli na wyspę, gdzie rzekomo znajdowała się załoga statku. Prasa i władza ustawodawcza atakowały zwierzchnika sił zbrojnych za tę interwencję, jednak opinia publiczna odniosła się do tego bardziej przychylnie.

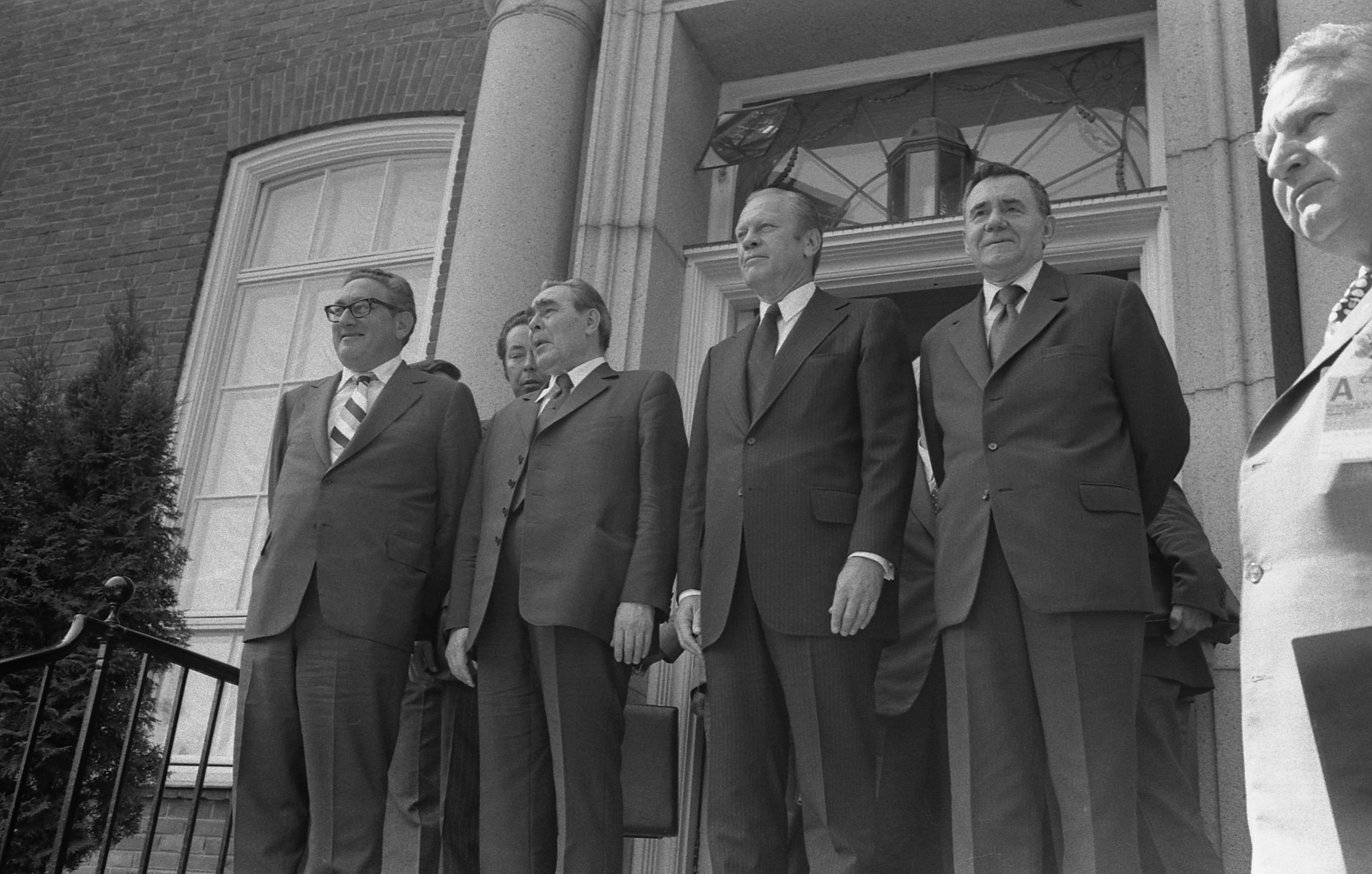
Kissinger, Breżniew, Ford i Gromyko (1975)

Latem 1975 roku udał się w podróż do Europy, gdzie wizytował w Polsce, Rumunii i Jugosławii, odlatując potem do Helsinek, gdzie podpisał akt końcowy Konferencji Bezpieczeństwa i Współpracy w Europie. Dokument ten zawierał uzgodnienia takie jak: nienaruszalność granic w Europie, utrzymanie terytorialnego statusu quo, wzmocnienie bezpieczeństwa, a także zapewnienie państw socjalistycznych o rozszerzeniu praw człowieka. Pół roku później Ford udał się do Chińskiej Republiki Ludowej, w ramach kontynuacji nixonowskiego otwarcia na Daleki Wschód. Ford utrzymał kontakty z władzami w Pekinie, jednocześnie popierając Republikę Chińską w dążeniu do niepodległości.
W kwestii rozwiązania konfliktu na Bliskim Wschodzie, Ford oddał pole działania Henry’emu Kissingerowi i jego „dyplomacji częściowych kroków”. Prezydent skłaniał się do uznania Organizacji Wyzwolenia Palestyny za stronę. Początkowe rozmowy zakończyły się fiaskiem, dlatego też na początku czerwca 1975 roku w Salzburgu doszło do spotkania Forda z prezydentem Egiptu Anwarem as-Sadatem. Przed wylotem do Austrii prezydent otrzymał petycję z podpisami 76 senatorów, apelujących o umiar w ustępstwach wobec Egiptu. Na spotkaniu z Sadatem, Ford przyjął proegipską postawę, deklarując pomoc gospodarczą. W trakcie kampanii prezydenckiej w 1976 roku prezydent zaznaczył, że rząd amerykański nie chce narzucać konkretnego rozwiązania konfliktu bliskowschodniego, ani wywierać presji na Izrael w kwestii ustępstw wobec krajów arabskich.
W listopadzie 1975 roku Angola przestała być kolonią Portugalii, co postanowiły wykorzystać Stany Zjednoczone. Centralna Agencja Wywiadowcza dokonała tajnej operacji, mającej na celu utworzenie w Angoli proamerykańskiego rządu. Plan ten zakończył się jednak niepowodzeniem. Ponadto CIA brało udział w obaleniu i zamordowaniu prezydenta Chile, Salvadora Allende, a także zwalczała ruch antywojenny w USA. Takie działanie było niezgodne ze statutem wywiadu, który nie może przeprowadzać akcji na terenie USA. Wobec tych naruszeń, utworzono Senacką Komisję ds. Wywiadu, której zadaniami były kontrola i nadzór nad CIA.
W 1976 roku odbywały się wybory prezydenckie, w których Ford postanowił ubiegać się o reelekcję. W Partii Republikańskiej, wyzwanie rzucił mu Ronald Reagan, zniesmaczony jego polityką. Ponieważ Reagan chciał nominacji wiceprezydenckiej dla liberała Richarda Schweikera, konserwatywne skrzydło odsunęło się od niego. W wyniku tego, na konwencji partii w Kansas City w sierpniu 1976, nominację uzyskał Ford. Jego rywalem z Partii Demokratycznej został Jimmy Carter, wraz z Walterem Mondale’em. W głosowaniu powszechnym Carter uzyskał 51%, wobec 48% dla Forda. W Kolegium Elektorów demokrata otrzymał 297 głosów, a republikanin – 240. W wyniku tego nowym prezydentem został Carter, którego zaprzysiężono 20 stycznia 1977 roku.

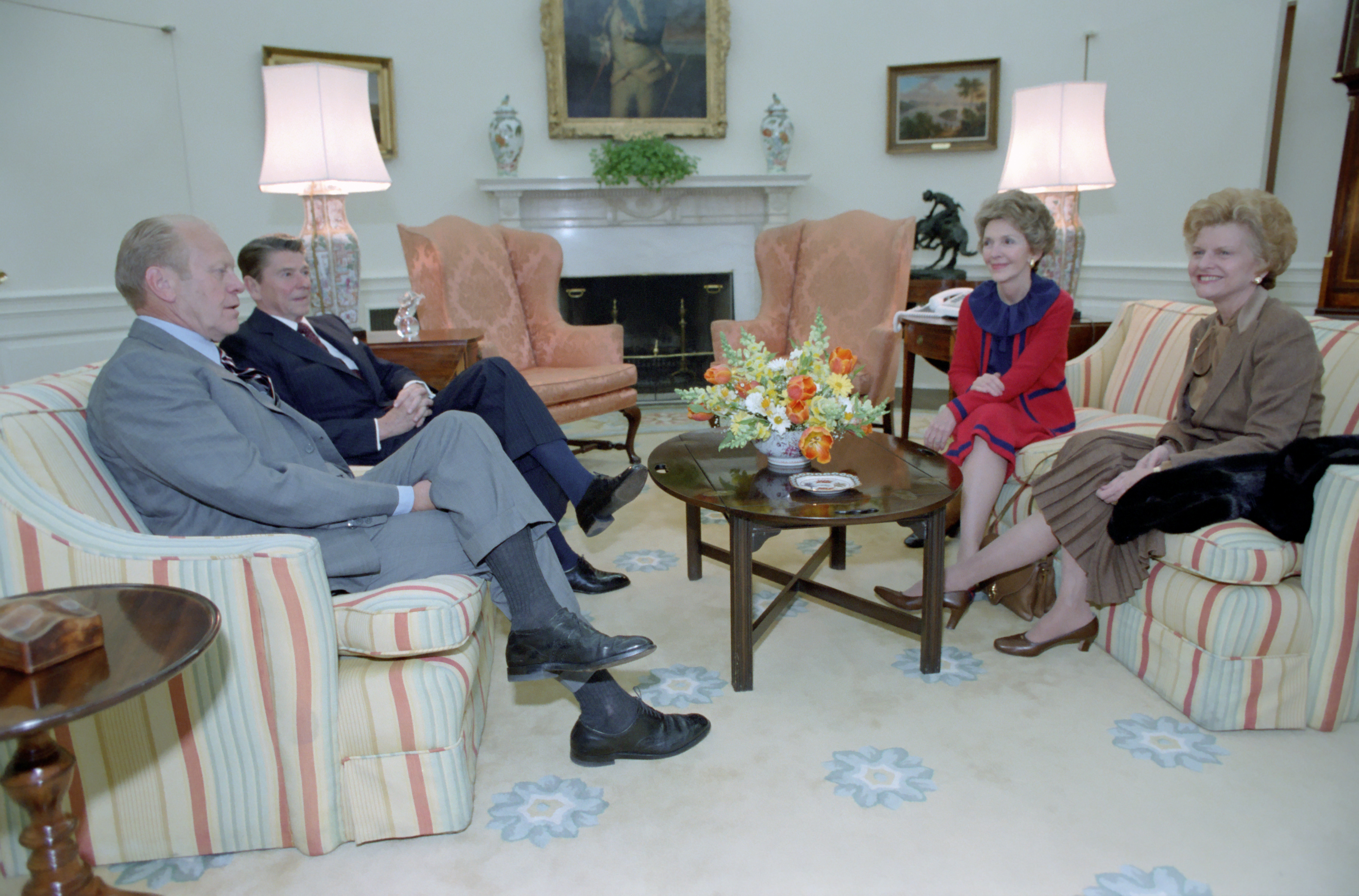
Ronald Reagan, Nancy Reagan, Gerald Ford i Betty Ford w Gabinecie Owalnym (1981)

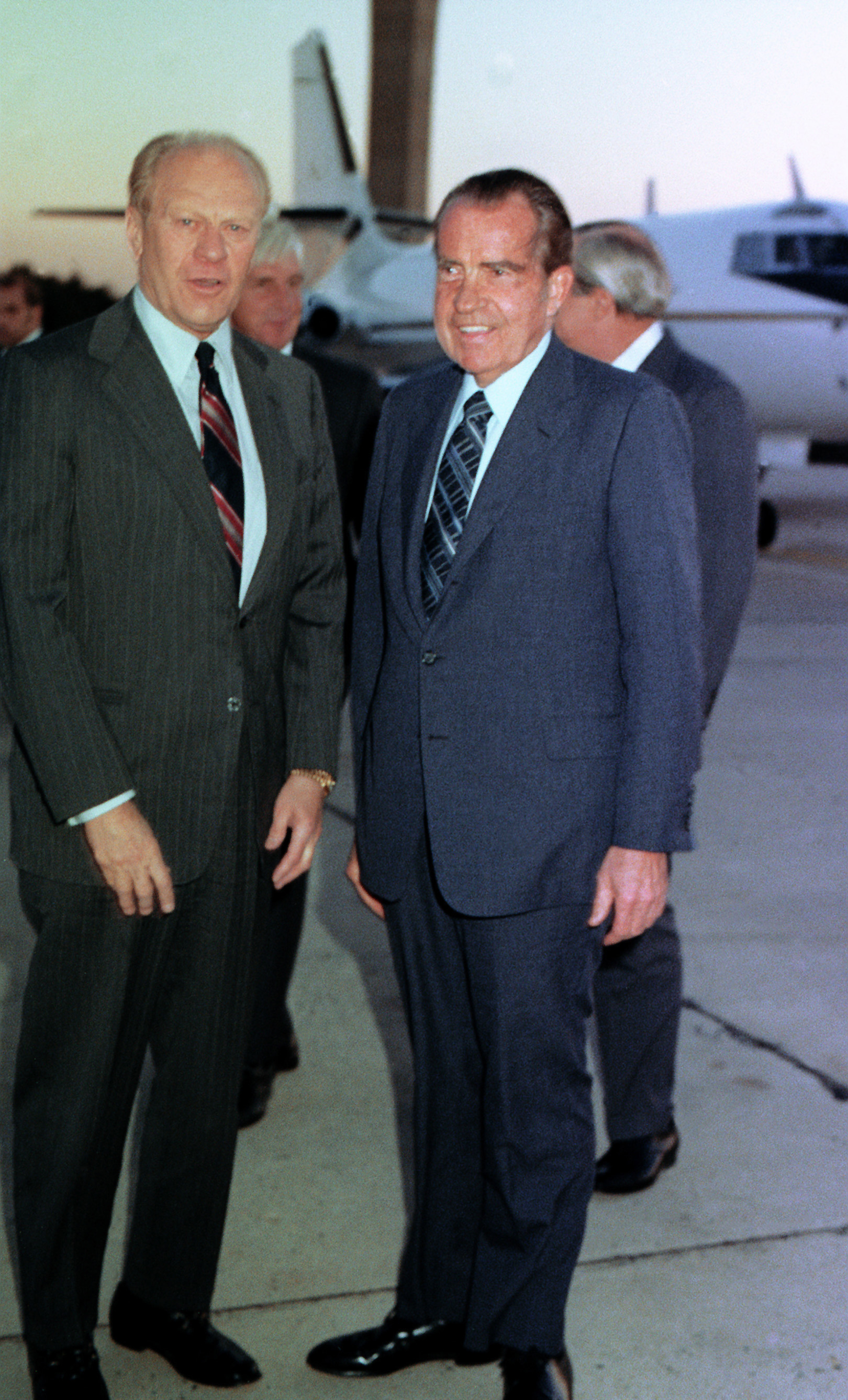
Ford i Nixon (1982)

## Emerytura i śmierć
Po opuszczeniu Białego Domu przeniósł się do południowej Kalifornii. Skupił się na pisaniu pamiętników i książek oraz na wykładaniu. W 1982 roku otwarto Bibliotekę Prezydencką Forda w Ann Arbor. W czasach prezydentur Cartera i Reagana, Ford kilkakrotnie służył radą swoim następcom. Zmarł 26 grudnia 2006 roku w Rancho Mirage. 2 stycznia 2007 odbyły się państwowy pogrzeb i nabożeństwa żałobne w Katedrze Narodowej w Waszyngtonie, gdzie po nabożeństwie Ford został pochowany w swoim Muzeum Prezydenckim w Grand Rapids w stanie Michigan, i w tym dniu obowiązywała żałoba narodowa w Stanach Zjednoczonych.

## Życie prywatne
Gerald Ford poślubił rozwódkę, Elizabeth Bloomer 15 października 1948 roku. Para miała trzech synów i jedną córkę. Ford należał do Kościoła episkopalnego.

## Medale, ordery i odznaczenia
- 21 października 1998 – w uznaniu jego oddanej służby publicznej i wybitnego wkładu humanitarnego na rzecz narodu Stanów Zjednoczonych – został uhonorowany Złotym Medalem Kongresu[27]
- 16 lutego 1966 otrzymał estoński Łańcuch Orderu Krzyża Ziemi Maryjnej[28]
- Prezydent Clinton odznaczył Forda Prezydenckim Medalem Wolności w roku 1999 za jego zasługi w gojeniu ran i pogodzeniu narodowym po aferze Watergate.
- Międzynarodowy port lotniczy w Grand Rapids został nazwany jego imieniem (grudzień 1999).
- Fundacja im. prezydenta Kennedy’ego odznaczyła go Nagrodą Profilu Odwagi za odwagę, jaką wykazał, przy ułaskawianiu Nixona (2001). Nagrodę wręczał m.in. były krytyk tego posunięcia, senator Ted Kennedy.
- 22 listopada 2004 roku gubernator stanu Nowy Jork, George Pataki, mianował Forda, wraz z innymi byłymi prezydentami, honorowym członkiem rady ds. odbudowy World Trade Center.
- Został patronem lotniskowca atomowego USS „Gerald R. Ford” (CVN-78) stanowiącego pierwszą jednostkę typu Gerald R. Ford

W 2018 w filmie Vice w reżyserii Adama McKaya w postać Forda wcielił się Bill Camp.